# Lúcio Júlio Frúgio
Lúcio Júlio Frúgio (em latim: Lucius Iulius Frugi) foi um senador romano nomeado cônsul sufecto para o nundínio de maio a agosto de 115 com Públio Juvêncio Celso Tito Aufídio Ênio Severiano.